# لنبک
لُنْبَک در شاهنامه نام مردی است فقیر و تنگدست امّا جوانمرد و بخشنده، که از راه آبکشی (حمل مشک آب و فروش آب به رهگذران) روزگار می‌گذرانید. او از اهالی جهرم بود و در شاهنامه از داستان برخورد او و بهرام گور یاد شده‌است.

## لنبک و بهرام گور
بهرام گور چون شرح سخاوت و گشاده‌دستی لنبک را علیرغم فقر و تنگدستی‌اش شنید، برای آزمودن او فرمان داد تا در شهر کسی از وی آب خریداری نکند. سپس خود در هیئت سرداری که از سپاه ایران دور مانده‌است، به سرای لنبک شتافت و از وی خواست تا او را بپذیرد.
| ببُد شاد لنبک ز آواز اوی |  | وزان خوب گفتار دمساز اوی |

بهرام سوار بر اسبی لاغر و نحیف در خانه لنبک را کوبید و لنبک بی آنکه بداند او کیست، وی را پذیرا گشت. روز نخست تمام درآمد آبکشی خویش را خرج وی کرد. روز دوّم چون کسی از او آب نخرید، پیراهن خویش را فروخت تا پذیرایی از مهمان را فراهم نماید؛ و سرانجام روز سوّم مشک آب خود را گرو نهاد و به خواهش و تمنّا از بهرام خواست تا مهمان او باشد، که بهرام نپذیرفت.
بهرام سپس از سرای لنبک آبکش به خانه براهام رفت که با وجود توانگری مردی سخت خسیس و لئیم بود، و بهرام را به سختی در دالان خانه‌اش جای داد، او را هیچ خوراک و نوشابی نداد و به رُفتن سرگین اسبش نیز پیمان گرفت. بامداد روز بعد، چون شاه به دربار بازگشت، فرمان داد تا لنبک و براهام را به دربار احضار نمایند، آنگاه پادشاه دستور داد اموال و دارایی براهام را ستانده و همه را به لنبک و دیگر درویشان و تهیدست تقسیم نمایند. فردوسی در شاهنامه اینگونه به توصیف لنبک سخاوت پیشه پرداخته‌است:
| به آزادگی لنبک آب‌کش |  | به آرایش خوان و گفتار خوش |

.....
| چو بنشست بهرام، لنبک دوید    |  | یکی شهره شطرنج پیش آورید  |
| یکی کاسه آورد پر خوردنی      |  | بیاورد هر گونه آوردنی     |
| به بهرام گفت ای گرانمایه مرد |  | بنه مهرهٔ بازی از بهر خَوَرد |

## بازنویسی
موضوع این داستان از شاهنامه بارها بوسیلهٔ نویسندگان مختلفی به نثر کشیده شده‌است. آخرین بازنویسیِ این داستانِ شاهنامه را میرجلال الدین کزازی در انتشارات همشهری به انجام رسانده‌است.